# حرائق غابات أوريغون 2020
حرائق غابات أوريغون 2020 كانت واحدة من أكثر المناطق تدميراً المسجلة في ولاية أوريغون. الموسم جزء من موسم حرائق الغابات في غرب الولايات المتحدة 2020. قتلت الحرائق 11 شخصًا على الأقل، وأحرقت أكثر من مليون فدان (400000 هكتار) من الأراضي، ودمرت آلاف المنازل.

## الجدول الزمني
أعلنت إدارة الغابات في ولاية أوريغون بدء موسم الحرائق في 5 يوليو 2020، مما يشير إلى نهاية حرق الحطام غير المنظم في الهواء الطلق.
في أوائل سبتمبر تسببت الرياح العاتية بشكل غير معتاد والطقس الجاف المستمر في التوسع السريع في حرائق الغابات المتعددة في ولاية أوريغون. تم حرق أكثر من 1،000،000 فدان، وتم إجلاء حوالي 40،000 شخص، مع وجود حوالي 500،000 شخص في مناطق التحذير من الإخلاء. تم تدمير مدن فينيكس وتالنت وديترويت وجيتس في ولاية أوريغون بشكل كبير بواسطة حريقي ألميدا درايف وسانتيام على التوالي. على مستوى الولاية قُتل ما لا يقل عن 7 أشخاص.

## الأسباب
حتى نهاية يوليو 2020 تسبب البشر في 90٪ من حرائق الغابات في ولاية أوريغون مقابل 70٪ سنويًا، ربما بسبب زيادة الترفيه في الهواء الطلق بسبب جائحة كوفيد 19.